# Sergio Urrego
Sergio David Urrego Reyes (Bogotá, 25 de noviembre de 1997-Bogotá, 4 de agosto de 2014) fue un estudiante colombiano que se suicidó tras ser víctima de homofobia.

## Biografía
De acuerdo con varias cartas que escribió antes de suicidarse, Sergio Urrego fue víctima de discriminación debido a su orientación sexual por parte de los directivos y personas vinculadas al Gimnasio Castillo Campestre, colegio en el que estudiaba. Después de que la muerte de Urrego fuera difundida por los medios de comunicación varias semanas después de ocurrido, el Gobierno Nacional se pronunció sobre el caso y la Fiscalía General de la Nación asumió la investigación. El suicidio de Urrego generó manifestaciones de rechazo nacional e internacional en contra de quienes lo discriminaron.
Algunos periodistas pusieron en duda que Urrego se hubiera suicidado a causa de la discriminación que sufrió en el colegio. Se basan en que en la carta que dejó, de 90 renglones, el alumno aduce otras razones distintas, principalmente su malestar por una denuncia de acoso sexual y el odio a su familia. A la situación en su colegio solamente le dedica una frase entre paréntesis: "...sumando a eso que varios problemas que tuve últimamente (sobre todo en el colegio) fueron un detonante para que yo me suicide". También se argumenta que antes de la crisis que sufrió, Urrego hablaba del suicidio en sus redes sociales como algo admirable. Las autoridades educativas determinaron que Sergio Urrego no había sido víctima de homofobia, pero sí aceptaron que se había violado su derecho a la educación.

### Hechos
De acuerdo con sus compañeros de clases, Sergio Urrego era un alumno de buen desempeño académico y disciplinado, con buena ortografía y era conocido por ser un lector empedernido. De hecho, tras la publicación de los resultados del examen nacional ICFES, realizado un día antes de suicidarse, se supo que obtuvo el décimo mejor puntaje a nivel nacional.
Sin embargo, ser homosexual y tener una actitud crítica ante la autoridad (pertenecía a un grupo estudiantil anarquista la  Unión Libertaria Estudiantil y del Trabajo desde donde denunció a su colegio por el supuesto absentismo de profesores y cobros irregulares) pudo haberlo convertido en blanco de discriminación por parte de los directivos de Gimnasio Castillo Campestre. Según se denuncia, un profesor tuvo acceso a un celular en el que había una foto de Urrego besándose con otro joven. Se cree que la discriminación se desató cuando el profesor presentó la foto a los directivos del plantel. La institución decidió no permitir el ingreso de Urrego al colegio hasta que los padres de ambos jóvenes se presentaran en este. Esto llevó a que Urrego confesara la relación que sostenía a sus padres, quienes lo apoyaron completamente.
Posteriormente, los padres del joven que aparecía en la foto besándose con Urrego resolvieron denunciar a Urrego por acoso sexual contra su hijo. Asimismo, el colegio denunció a la madre de Urrego, Alba Lucía Reyes Arena, por supuesto abandono de hogar, ya que residía en Cali.
Urrego sufrió una crisis nerviosa y fue internado en la clínica Country, donde confesó que se quería morir.
El 4 de agosto de 2014, Sergio Urrego dejó varias cartas en su casa, una de las cuales decía:

Hoy espero lean las palabras de un muerto que siempre estuvo muerto, que caminando al lado de hombres y mujeres imbéciles que aparentaban vitalidad, deseaba suicidarse, me lamento de no haber leído tantos libros como hubiese deseado, de no haber escuchado tanta música como otros y otras, de no haber observado tantas pinturas, fotografías, dibujos, ilustraciones y trazos como hubiese querido, pero supongo que ya puedo observar a la infinita nada.
Sergio Urrego poco antes de morir

Asimismo, en una carta dirigida a su madre, desmintió las acusaciones que en contra suya hicieron los padres de su pareja sentimental:

En la memoria de mi celular y en el escritorio de la pc quedan dos pantallazos de nuestras conversaciones en WhatsApp que demuestran que él no se sintió acosado en ningún momento, pues respondía con naturalidad a los mensajes. Nunca en mi vida he acosado sexualmente a nadie, me parece un acto reprochable.
Carta de Sergio Urrego en alusión a las acusaciones de acoso en su contra.

Ese mismo día, el 4 de agosto de 2014, Sergio Urrego se lanzó desde el último piso del Centro Comercial Titán Plaza, situado en el noroccidente de Bogotá.

## Repercusiones
La muerte de Sergio Urrego suscitó jornadas de rechazo tanto en las redes sociales, como a través de manifestaciones en el lugar en que él estudió. Ese mismo día (4 de agosto de 2014), la madre de Sergio Urrego, Alba Lucía Reyes Arenas, se refirió a los hechos en una entrevista hecha por W Radio. Según varios estudiantes de décimo y undécimo grado, días después del suicidio los directivos del colegio los citaron para disuadirlos de hacer comentarios en redes sociales sobre lo acontecido.
El 8 de septiembre de 2014, la rectora de Gimnasio Castillo Campestre, Amanda Castillo, realizó declaraciones públicas, negando que se hubiera presentado discriminación por parte de los directivos del colegio. El cuerpo docente acusó a la prensa de no ser imparcial y no tener en cuenta su punto de vista. Cuatro días después, el 12 de septiembre, más de trescientas personas entre las cuales se encontraban estudiantes y padres del familia del colegio, y militantes de la Unión Libertaria Estudiantil y del Trabajo (sindicato estudiantil anarquista al cual pertenecía Urrego), hicieron un plantón en protesta por la actuación del colegio y en apoyo a la madre de Urrego, Alba Lucía Reyes Arenas.
El 12 de septiembre de 2014, el artivista venezolano Daniel Arzola rindió tributo a Sergio Urrego en una de sus obras, haciendo un retrato de Urrego con la frase: «Ignorar el abuso nos hace violentos». Días antes de su suicidio Urrego había compartido en su perfil de Facebook una obra de Arzola, perteneciente a la campaña No Soy Tu Chiste cuya frase decía: «Mi sexualidad no es un pecado, es mi propio paraíso». Ambas obras se volvieron símbolos de lucha en la causa contra la homofobia en Colombia.
El 15 de octubre de 2014, en Birmingham (Reino Unido), la vicepresidenta del club de seguidores de la cantante Lady Gaga, María Paula Reyes Gaitán, habló personalmente con la artista sobre el caso de Sergio Urrego, y le entregó una carta con el objeto de que ella contribuyera a concienciar sobre los casos de discriminación en América Latina.
En consecuencia Lady Gaga en uno de sus conciertos en Londres mencionó el caso frente a sus seguidores.
Mientras organizaciones como Colombia Diversa denunciaron el caso como un suicidio por homofobia, otra parte de la opinión pública ve como causa de toda la situación las denuncias que Urrego hizo contra el colegio por diversas irregularidades y los problemas personales y familiares. Unión Libertaria Estudiantil y del Trabajo calificó su muerte de "acto político", algo a lo que se refirió el grupo Voto Católico; ¿Por qué se pretende culpar a las directivas de la institución por el suicidio de alguien que exaltaba el suicidio como expresión máxima de “libertad”? y denunció la popularidad que las ideologías suicidas están ganando entre los adolescentes colombianos.

## Investigación y procesos penales
El 11 de septiembre de 2014, Colombia Diversa, una ONG defensora de derechos civiles, presentó una tutela ante el tribunal superior de Bogotá.
Posteriormente, el 13 de septiembre de 2014, la fiscalía de Colombia anunció que llamaría a la rectora del colegio, Amanda Castillo, y a un profesor de este, a comparecer por lo acontecido. Una de las razones que fundamentan este llamado es que el manual de convivencia del plantel no estaría adecuado a la Ley 1620 o de Convivencia Escolar, que defiende el derecho de los estudiantes “a ejercer una sexualidad libre, satisfactoria, responsable y sana en torno a la construcción de sus proyectos de vida”. Para ese momento, el manual tipifica como «faltas graves» “las manifestaciones de amor obscenas, grotescas o vulgares en las relaciones de pareja dentro y fuera de la institución” y que estas relaciones debían ser autorizadas por los padres.
El 15 de septiembre de 2014, la fiscalía de Colombia anunció la realización de inspecciones a Gimnasio Castillo Campestre. Se interrogó a la rectora, la psicóloga y el profesor a cargo del aula en la que estudiaba Urrego. Asimismo, se revisó la queja por «abandono de hogar» interpuesta por el colegio, y la denuncia hecha ante la secretaría de educación de Cundinamarca por la madre del alumno.
El 24 de septiembre de 2014, el tribunal administrativo de Cundinamarca, en fallo de tutela interpuesta por la madre de Sergio Urrego, estableció que él sí había sido víctima de discriminación en el claustro. Sin embargo, negó las reparaciones pedidas por la madre, las cuales consistían en que el colegio pidiera excusas públicas por su actuación, y que se realizara una ceremonia de grado simbólica y póstuma a Sergio Urrego. Asimismo, el tribunal denegó que la Secretaría de Educación investigara y sancionara al colegio y, en su lugar, exhortó al Ministerio de Educación para que revisara si los manuales de convivencia de los distintos colegios del país están dentro del marco legal.
Posteriormente el tribunal emite otro fallo en el que se afirma que Urrego no sufrió discriminación sexual pero sí en su derecho a la educación. Además se atendió la reclamación de la madre del joven referente a que el colegio pidiera excusas públicas por su actuación, y que se realizara una ceremonia de grado simbólica y póstuma a Sergio Urrego. También se multó al colegio con $32 millones.
El 10 de octubre de 2014 renunció la rectora de Gimnasio Castillo Campestre, Amanda Azucena Castillo, quien permanece vinculada al proceso de investigación de la Fiscalía, y se espera la audiencia de imputación de cargos por parte de la fiscalía.
El 21 de agosto de 2015, la Corte Constitucional revocó la decisión previa del Consejo de Estado apoyada por la Procuraduría, y acogió ciertas peticiones de la familia. Entre otras determinaciones, el colegio deberá hacer un "acto de desagravio público" en el que “reconozcan las virtudes de Sergio y su legado y se reconozca el respeto que se le debía brindar a su proyecto de vida”. Así mismo, las directivas del colegio deberán dar una declaración pública “donde se reconozca que la orientación que asumió Sergio debía ser plenamente respetada por el ámbito educativo”.
El 11 de diciembre de 2015, la Corte Constitucional dejó en firme el fallo a favor de Urrego, negando una solicitud de nulidad presentada en septiembre por la Procuraduría.
En 2019 se presentó la obra "Sergio Urrego no está muerto amiga mía" en el Teatro Barraca de Bogotá, inspirada en la vida y memoria de Sergio Urrego, contada por su propia madre y directora de la Fundación creada en tributo a él.
A principios de 2021 el excompañero sentimental de Sergio Urrego y su padre declararon que la denuncia de acoso sexual contra Urrego fue realizada bajo presión, pues Castillo amenazaba con detener su proceso de escolarización a menos que presentara dicha denuncia ante múltiples instituciones, cuyos sellos de radicación ella exigía.
El 30 de abril de 2021 Amanda Azucena Castillo Cortés fue hallada culpable de los delitos de falsa denuncia y ocultamiento, alteración o destrucción de elemento material probatorio en el caso Sergio Urrego.  El juez 43 penal del circuito de Bogotá profirió sentido de fallo condenatorio, de primera instancia, contra Amanda Azucena Castillo Cortés, la exrectora del colegio en donde estudiaba Sergio Urrego
El 20 de mayo de 2021 El Tribunal de Bogotá confirmó la condena de ocho años y ocho meses de prisión contra Amanda Azucena Castillo por actos de discriminación contra Sergio Urrego.